# Monti Mandara
I Monti Mandara sono una catena montuosa vulcanica che si estende per 200 km di lunghezza al confine nord tra Camerun e Nigeria, compresa tra il fiume Benue a sud e la città di Maroua a nord.
Il Monte Oupay 10°53′N 13°47′E è la massima vetta della catena con 1.494 metri sul livello del mare